# فيكتورفيل
فيكتورفيلي  (بالإنجليزية: Victorville)‏ هي إحدى مدن مقاطعة سان بيرناردينو، كاليفورنيا. تم إعطاءها لقب مدينة في 21 سبتمبر، 1962.

## التركيبة السكانية
حدّد مكتب تعداد الولايات المتحدة بيانات التركيبة السكانية لفيكتورفيل في تعداد الولايات المتحدة. في ما يلي، التركيبة السكانية حسب تعدادي 2000 و2010.

### تعداد عام 2000
بلغ عدد سكان فيكتورفيل 64,029 نسمة بحسب تعداد عام 2000، وبلغ عدد الأسر 20,893 أسرة وعدد العائلات 15,883 عائلة مقيمة في المدينة. في حين سجلت الكثافة السكانية 334 نسمة لكل كيلومتر مربع (865.1/ميل2). وبلغ عدد الوحدات السكنية 22,498 وحدة بمتوسط كثافة قدره 117.4 لكل كيلومتر مربع (304.1/ميل2).
وتوزع التركيب العرقي للمدينة بنسبة 61.05% من البيض و11.92% من الأمريكيين الأفارقة و1.11% من الأمريكيين الأصليين و3.48% من الأمريكيين ذوي الأصول الآسيوية و0.20% من سكان جزر المحيط الهادئ و16.26% من الأعراق الأخرى و5.98% من عرقين مختلطين أو أكثر و33.46% من الهسبانيون أو اللاتينيون من أي عرق.
بلغ عدد الأسر 20,893 أسرة كانت نسبة 48.9% منها لديها أطفال تحت سن الثامنة عشر تعيش معهم، وبلغت نسبة الأزواج القاطنين مع بعضهم البعض 54.3% من أصل المجموع الكلي للأسر، ونسبة 16.1% من الأسر كان لديها معيلات من الإناث دون وجود شريك، بينما كانت نسبة 5.6% من الأسر لديها معيلون من الذكور دون وجود شريكة وكانت نسبة 24% من غير العائلات. تألفت نسبة 19.4% من أصل جميع الأسر من عدة أفراد يعيشون في نفس المنزل ونسبة 8.5% كانت تتألف من شخص يعيش بمفرده يبلغ من العمر 65 عاماً أو أكثر. وبلغ متوسط حجم الأسرة المعيشية 3.03، أما متوسط حجم العائلات فبلغ 3.47.
بلغ العمر الوسطي للسكان 30.7 عاماً. وكانت نسبة 34.2% من القاطنين تحت سن الثامنة عشر، وكانت نسبة 8.5% بين الثامنة عشر والرابعة والعشرين عاماً، ونسبة 28.3% كانت واقعةً في الفئة العمرية ما بين الخامسة والعشرين والرابعة والأربعين عاماً، ونسبة 17.3% كانت ما بين الخامسة والأربعين والرابعة والستين، ونسبة 10.7% كانت ضمن فئة الخامسة والستين عاماً فما فوق. يوجد لكل 100 أنثى 93.8 ذكر، ويوجد لكل 100 أنثى في الثامنة عشر من عمرها فما فوق 89.0 ذكر.
بلغ متوسط دخل الأسرة في المدينة 36,187 دولارًا، أما متوسط دخل العائلة فبلغ 39,988 دولارًا. وكان متوسط دخل الذكور 40,149 دولارًا مقابل 26,138 دولارًا للإناث. وسجل دخل الفرد الخاص بالمدينة 14,454 دولارًا. وكانت نسبة 15.3% من العائلات ونسبة 18.7% من السكان تحت خط الفقر، وكان من هؤلاء نسبة 25% تحت سن الثامنة عشر ونسبة 10.6% في الخامسة والستين من العمر وما فوق.

### تعداد عام 2010
بلغ عدد سكان فيكتورفيل 115,903 نسمة بحسب تعداد عام 2010، وبلغ عدد الأسر 32,558 أسرة وعدد العائلات 25,920 عائلة مقيمة في المدينة. في حين سجلت الكثافة السكانية 604.6 نسمة لكل كيلومتر مربع (1,565.9/ميل2). وبلغ عدد الوحدات السكنية 36,655 وحدة بمتوسط كثافة قدره 191.2 لكل كيلومتر مربع (495.2/ميل2).
وتوزع التركيب العرقي للمدينة بنسبة 48.54% من البيض و16.81% من الأمريكيين الأفارقة و1.44% من الأمريكيين الأصليين و4% من الأمريكيين ذوي الأصول الآسيوية و0.42% من سكان جزر المحيط الهادئ و22.46% من الأعراق الأخرى و6.33% من عرقين مختلطين أو أكثر و47.76% من الهسبانيون أو اللاتينيون من أي عرق.
بلغ عدد الأسر 32,558 أسرة كانت نسبة 53% منها لديها أطفال تحت سن الثامنة عشر تعيش معهم، وبلغت نسبة الأزواج القاطنين مع بعضهم البعض 52.3% من أصل المجموع الكلي للأسر، ونسبة 19.9% من الأسر كان لديها معيلات من الإناث دون وجود شريك، بينما كانت نسبة 7.4% من الأسر لديها معيلون من الذكور دون وجود شريكة وكانت نسبة 20.4% من غير العائلات. تألفت نسبة 15.6% من أصل جميع الأسر من عدة أفراد يعيشون في نفس المنزل ونسبة 6% كانت تتألف من شخص يعيش بمفرده يبلغ من العمر 65 عاماً أو أكثر. وبلغ متوسط حجم الأسرة المعيشية 3.40، أما متوسط حجم العائلات فبلغ 3.77.
بلغ العمر الوسطي للسكان 29.5 عاماً. وكانت نسبة 32.8% من القاطنين تحت سن الثامنة عشر، وكانت نسبة 10.5% بين الثامنة عشر والرابعة والعشرين عاماً، ونسبة 28.9% كانت واقعةً في الفئة العمرية ما بين الخامسة والعشرين والرابعة والأربعين عاماً، ونسبة 19.7% كانت ما بين الخامسة والأربعين والرابعة والستين، ونسبة 8.1% كانت ضمن فئة الخامسة والستين عاماً فما فوق. وتوزع التركيب الجنسي للسكان بنسبة 50.1% ذكور و49.9% إناث.

## المناخ
يظهر الجدول التالي التغييرات المناخية على مدار السنة لفيكتورفيل:
| البيانات المناخية لـفيكتورفيل     | البيانات المناخية لـفيكتورفيل | البيانات المناخية لـفيكتورفيل | البيانات المناخية لـفيكتورفيل | البيانات المناخية لـفيكتورفيل | البيانات المناخية لـفيكتورفيل | البيانات المناخية لـفيكتورفيل | البيانات المناخية لـفيكتورفيل | البيانات المناخية لـفيكتورفيل | البيانات المناخية لـفيكتورفيل | البيانات المناخية لـفيكتورفيل | البيانات المناخية لـفيكتورفيل | البيانات المناخية لـفيكتورفيل | البيانات المناخية لـفيكتورفيل |
| الشهر                             | يناير                         | فبراير                        | مارس                          | أبريل                         | مايو                          | يونيو                         | يوليو                         | أغسطس                         | سبتمبر                        | أكتوبر                        | نوفمبر                        | ديسمبر                        | المعدل السنوي                 |
| --------------------------------- | ----------------------------- | ----------------------------- | ----------------------------- | ----------------------------- | ----------------------------- | ----------------------------- | ----------------------------- | ----------------------------- | ----------------------------- | ----------------------------- | ----------------------------- | ----------------------------- | ----------------------------- |
| الدرجة القصوى °ف (°م)             | 80 (27)                       | 86 (30)                       | 93 (34)                       | 100 (38)                      | 108 (42)                      | 111 (44)                      | 116 (47)                      | 112 (44)                      | 110 (43)                      | 101 (38)                      | 88 (31)                       | 85 (29)                       | 116 (47)                      |
| متوسط درجة الحرارة الكبرى °ف (°م) | 60 (16)                       | 63 (17)                       | 68 (20)                       | 75 (24)                       | 84 (29)                       | 93 (34)                       | 99 (37)                       | 98 (37)                       | 92 (33)                       | 81 (27)                       | 68 (20)                       | 60 (16)                       | 78 (26)                       |
| متوسط درجة الحرارة الصغرى °ف (°م) | 31 (−1)                       | 35 (2)                        | 38 (3)                        | 42 (6)                        | 49 (9)                        | 55 (13)                       | 61 (16)                       | 61 (16)                       | 55 (13)                       | 45 (7)                        | 35 (2)                        | 30 (−1)                       | 45 (7)                        |
| أدنى درجة حرارة °ف (°م)           | −1 (−18)                      | 11 (−12)                      | 14 (−10)                      | 25 (−4)                       | 30 (−1)                       | 36 (2)                        | 36 (2)                        | 42 (6)                        | 32 (0)                        | 21 (−6)                       | 8 (−13)                       | 6 (−14)                       | −1 (−18)                      |
| معدل هطول الأمطار إنش (مم)        | 1.11 (28)                     | 1.18 (30)                     | 1.14 (29)                     | 0.31 (7.9)                    | 0.23 (5.8)                    | 0.06 (1.5)                    | 0.16 (4.1)                    | 0.25 (6.4)                    | 0.33 (8.4)                    | 0.26 (6.6)                    | 0.36 (9.1)                    | 0.81 (21)                     | 6.2 (157.8)                   |
| متوسط تساقط الثلوج إنش (سم)       | 0.9 (2.3)                     | 0.0 (0.0)                     | 0.1 (0.25)                    | 0.0 (0.0)                     | 0.0 (0.0)                     | 0.0 (0.0)                     | 0.0 (0.0)                     | 0.0 (0.0)                     | 0.0 (0.0)                     | 0.0 (0.0)                     | 0.2 (0.51)                    | 0.1 (0.25)                    | 1.3 (3.31)                    |
| المصدر #1: Weather Channel        |                               |                               |                               |                               |                               |                               |                               |                               |                               |                               |                               |                               |                               |
| المصدر #2:                        |                               |                               |                               |                               |                               |                               |                               |                               |                               |                               |                               |                               |                               |

## أعلام
- والتر غريني
- جيسي تشافيز
- مايكل وولف
- ريان غارسيا
- لاري سيمون
- هارولد بود
- مات شابمان
- إدغار ستيل
- روبرت جوردون
- أرميدا